# Зденчаць
45°37′ пн. ш. 16°58′ сх. д. / 45.61° пн. ш. 16.96° сх. д.
Зденчаць (хорв. Zdenčac) — населений пункт у Хорватії, у Б'єловарсько-Білогорській жупанії у складі міста Гарешниця.

## Населення
Населення за даними перепису 2011 року становило 441 осіб.
Динаміка чисельності населення поселення: